# Puchar Europy w biathlonie 2004/2005
Puchar Europy w biathlonie 2004/2005 był siedemnastą edycją tego cyklu zawodów. Puchar Europy rozpoczął się od zawodów w norweskim Geilo 23 listopada 2004 r., zaś zakończył 12 marca 2008 we szwajcarskiej miejscowości Gurnigel. Zwycięzcami klasyfikacji generalnej okazali się Niemiec Carsten Pump oraz Rosjanka Irina Malgina.

## Mężczyźni

### Wyniki
| 1. Puchar Europy w Geilo, 23.11.2004 – 24.11.2004 | 1. Puchar Europy w Geilo, 23.11.2004 – 24.11.2004 | 1. Puchar Europy w Geilo, 23.11.2004 – 24.11.2004 | 1. Puchar Europy w Geilo, 23.11.2004 – 24.11.2004 | 1. Puchar Europy w Geilo, 23.11.2004 – 24.11.2004 |
| Data                                              | Konkurencja                                       | miejsce                                           | miejsce                                           | miejsce                                           |
| ------------------------------------------------- | ------------------------------------------------- | ------------------------------------------------- | ------------------------------------------------- | ------------------------------------------------- |
| 23 listopada 2004                                 | Bieg indywidualny (20 km)                         | Siergiej Rożkow                                   | Siergiej Czepikow                                 | Anstein Mykland                                   |
| 24 listopada 2004                                 | Sprint (10 km)                                    | Magne Thorleiv Ronning                            | Raphaël Poirée                                    | Michaił Kochkin                                   |

| 2. Puchar Europy w Geilo, 27.11.2004 – 28.11.2004 | 2. Puchar Europy w Geilo, 27.11.2004 – 28.11.2004 | 2. Puchar Europy w Geilo, 27.11.2004 – 28.11.2004 | 2. Puchar Europy w Geilo, 27.11.2004 – 28.11.2004 | 2. Puchar Europy w Geilo, 27.11.2004 – 28.11.2004 |
| Data                                              | Konkurencja                                       | miejsce                                           | miejsce                                           | miejsce                                           |
| ------------------------------------------------- | ------------------------------------------------- | ------------------------------------------------- | ------------------------------------------------- | ------------------------------------------------- |
| 27 listopada 2004                                 | Sprint (10 km)                                    | Tomasz Sikora                                     | Siergiej Rożkow                                   | Magne Thorleiv Ronning                            |
| 28 listopada 2004                                 | Bieg pościgowy (12,5 km)                          | Peter Sendel                                      | Pawieł Rostowcew                                  | Magne Thorleiv Ronning                            |

| 3. Puchar Europy w Obertilliach, 11.12.2004 – 12.12.2004 | 3. Puchar Europy w Obertilliach, 11.12.2004 – 12.12.2004 | 3. Puchar Europy w Obertilliach, 11.12.2004 – 12.12.2004 | 3. Puchar Europy w Obertilliach, 11.12.2004 – 12.12.2004 | 3. Puchar Europy w Obertilliach, 11.12.2004 – 12.12.2004 |
| Data                                                     | Konkurencja                                              | miejsce                                                  | miejsce                                                  | miejsce                                                  |
| -------------------------------------------------------- | -------------------------------------------------------- | -------------------------------------------------------- | -------------------------------------------------------- | -------------------------------------------------------- |
| 11 grudnia 2004                                          | Bieg indywidualny (20 km)                                | Władimir Grigoriew                                       | Maksim Maksimow                                          | Witalij Czernyszow                                       |
| 12 grudnia 2004                                          | Sprint (10 km)                                           | Władimir Grigoriew                                       | Carsten Pump                                             | Maksim Maksimow                                          |

| 4. Puchar Europy w Obertilliach, 16.12.2004 – 17.12.2004 | 4. Puchar Europy w Obertilliach, 16.12.2004 – 17.12.2004 | 4. Puchar Europy w Obertilliach, 16.12.2004 – 17.12.2004 | 4. Puchar Europy w Obertilliach, 16.12.2004 – 17.12.2004 | 4. Puchar Europy w Obertilliach, 16.12.2004 – 17.12.2004 |
| Data                                                     | Konkurencja                                              | miejsce                                                  | miejsce                                                  | miejsce                                                  |
| -------------------------------------------------------- | -------------------------------------------------------- | -------------------------------------------------------- | -------------------------------------------------------- | -------------------------------------------------------- |
| 16 grudnia 2004                                          | Sprint (10 km)                                           | Pawieł Rostowcew                                         | Alexandre Aubert                                         | Jörn Wollschläger                                        |
| 17 grudnia 2004                                          | Bieg pościgowy (12,5 km)                                 | Pawieł Rostowcew                                         | Hans Peter Foidl                                         | Carsten Heymann                                          |

| 5. Puchar Europy w Garmisch-Partenkirchen, 8.01.2005 – 9.01.2005 | 5. Puchar Europy w Garmisch-Partenkirchen, 8.01.2005 – 9.01.2005 | 5. Puchar Europy w Garmisch-Partenkirchen, 8.01.2005 – 9.01.2005 | 5. Puchar Europy w Garmisch-Partenkirchen, 8.01.2005 – 9.01.2005 | 5. Puchar Europy w Garmisch-Partenkirchen, 8.01.2005 – 9.01.2005 |
| Data                                                             | Konkurencja                                                      | miejsce                                                          | miejsce                                                          | miejsce                                                          |
| ---------------------------------------------------------------- | ---------------------------------------------------------------- | ---------------------------------------------------------------- | ---------------------------------------------------------------- | ---------------------------------------------------------------- |
| 8 stycznia 2005                                                  | Bieg indywidualny (20 km)                                        | Dmitrij Jaroszenko                                               | Magne Thorleiv Ronning                                           | Christian De Lorenzi                                             |
| 9 stycznia 2005                                                  | Sprint (10 km)                                                   | Carsten Heymann                                                  | Tor Halvor Bjørnstad                                             | Andriej Makowiejew                                               |

| 6. Puchar Europy w Ridnaun-Val Ridanna, 13.01.2005 – 15.01.2005 | 6. Puchar Europy w Ridnaun-Val Ridanna, 13.01.2005 – 15.01.2005 | 6. Puchar Europy w Ridnaun-Val Ridanna, 13.01.2005 – 15.01.2005                 | 6. Puchar Europy w Ridnaun-Val Ridanna, 13.01.2005 – 15.01.2005                           | 6. Puchar Europy w Ridnaun-Val Ridanna, 13.01.2005 – 15.01.2005             |
| Data                                                            | Konkurencja                                                     | miejsce                                                                         | miejsce                                                                                   | miejsce                                                                     |
| --------------------------------------------------------------- | --------------------------------------------------------------- | ------------------------------------------------------------------------------- | ----------------------------------------------------------------------------------------- | --------------------------------------------------------------------------- |
| 13 stycznia 2005                                                | Sprint (10 km)                                                  | Maksim Czudow                                                                   | Andriej Prokunin                                                                          | Magne Thorleiv Ronning                                                      |
| 14 stycznia 2005                                                | Bieg pościgowy (12,5 km)                                        | Maksim Czudow                                                                   | Jörn Wollschläger                                                                         | Andriej Prokunin                                                            |
| 15 stycznia 2005                                                | Sztafeta (4 * 7,5 km)                                           | Rosja Dmitrij Jaroszenko · Andriej Prokunin · Maksim Czudow · Aleksiej Sołowiew | Norwegia John Ola Ulset · Tor Halvor Bjørnstad · Haakon Andersen · Magne Thorleiv Ronning | Niemcy Hansjörg Reuter · Carsten Pump · Carsten Heymann · Jörn Wollschläger |

| 7. Puchar Europy w Langdorf, 4.03.2005 – 6.03.2005 | 7. Puchar Europy w Langdorf, 4.03.2005 – 6.03.2005 | 7. Puchar Europy w Langdorf, 4.03.2005 – 6.03.2005 | 7. Puchar Europy w Langdorf, 4.03.2005 – 6.03.2005 | 7. Puchar Europy w Langdorf, 4.03.2005 – 6.03.2005 |
| Data                                               | Konkurencja                                        | miejsce                                            | miejsce                                            | miejsce                                            |
| -------------------------------------------------- | -------------------------------------------------- | -------------------------------------------------- | -------------------------------------------------- | -------------------------------------------------- |
| 5 marca 2005                                       | Sprint (10 km)                                     | Pawieł Rostowcew                                   | Jörn Wollschläger                                  | Carsten Pump                                       |
| 6 marca 2005                                       | Bieg pościgowy (12,5 km)                           | Jörn Wollschläger                                  | Julien Ughetto                                     | Michael Rösch                                      |

| 8. Puchar Europy w Gurnigel, 9.03.2005 – 12.03.2005 | 8. Puchar Europy w Gurnigel, 9.03.2005 – 12.03.2005 | 8. Puchar Europy w Gurnigel, 9.03.2005 – 12.03.2005 | 8. Puchar Europy w Gurnigel, 9.03.2005 – 12.03.2005 | 8. Puchar Europy w Gurnigel, 9.03.2005 – 12.03.2005 |
| Data                                                | Konkurencja                                         | miejsce                                             | miejsce                                             | miejsce                                             |
| --------------------------------------------------- | --------------------------------------------------- | --------------------------------------------------- | --------------------------------------------------- | --------------------------------------------------- |
| 10 marca 2005                                       | Sprint (10 km)                                      | Julien Ughetto                                      | Gael Poirée                                         | Stefan Zingerle                                     |
| 11 marca 2005                                       | Bieg pościgowy (12,5 km)                            | Yann Debayle                                        | Gael Poirée                                         | Julien Ughetto                                      |
| 12 marca 2005                                       | Super sprint (3,6 km)                               | Gael Poirée                                         | Francois Leboeuf                                    | Simone Jeantet                                      |
| 12 marca 2005                                       | Super sprint (6 km)                                 | Julien Ughetto                                      | Andreas Zelzer                                      | Alexander Nuss                                      |

### Klasyfikacje
| Miejsce | Imię                   | Punkty |
| ------- | ---------------------- | ------ |
| 1       | Carsten Pump           | 447    |
| 1       | Jörn Wollschläger      | 447    |
| 3.      | Pawieł Rostowcew       | 395    |
| 4.      | Władimir Grigoriew     | 338    |
| 5       | Julien Ughetto         | 311    |
| 6       | Dmitrij Jaroszenko     | 306    |
| 7       | Magne Thorleiv Ronning | 291    |
| 8       | Carsten Heymann        | 284    |
| 9       | Maksim Czudow          | 263    |
| 10      | Andriej Prokunin       | 258    |

| Miejsce | Imię                  | Punkty |
| ------- | --------------------- | ------ |
| 11      | Mikhaił Kochkin       | 250    |
| 12      | Yann Debayle          | 240    |
| 13      | Hans Peter Foidl      | 224    |
| 14      | Gael Poirée           | 212    |
| 15      | Anstein Mykland       | 207    |
| 16      | Tor Halvor Bjoernstad | 201    |
| 17      | Fabian Mund           | 200    |
| 18      | Hansjörg Reuter       | 196    |
| 19      | Lois Habert           | 187    |
| 20      | Andreas Zihlmann      | 159    |

| Miejsce | Imię                   | Punkty |
| ------- | ---------------------- | ------ |
| 1       | Władimir Grigoriew     | 121    |
| 2       | Pawieł Rostowcew       | 103    |
| 3.      | Dmitrij Jaroszenko     | 90     |
| 4.      | Jörn Wollschläger      | 81     |
| 5       | Fabian Mund            | 74     |
| 6       | Mikhaił Kochkin        | 70     |
| 7       | Magne Thorleiv Ronning | 68     |
| 8       | Carsten Pump           | 59     |
| 9       | Christian De Lorenzi   | 57     |
| 9       | Carsten Heymann        | 57     |

| Miejsce | Imię                   | Punkty |
| ------- | ---------------------- | ------ |
| 1       | Carsten Pump           | 218    |
| 2       | Jörn Wollschläger      | 216    |
| 3.      | Pawieł Rostowcew       | 196    |
| 4.      | Magne Thorleiv Ronning | 160    |
| 5       | Andriej Prokunin       | 152    |
| 6       | Julien Ughetto         | 151    |
| 7       | Maksim Czudow          | 143    |
| 8       | Michaił Kochkin        | 140    |
| 9       | Władimir Grigoriew     | 135    |
| 10      | Carsten Heymann        | 129    |

| Miejsce | Imię               | Punkty |
| ------- | ------------------ | ------ |
| 1       | Carsten Pump       | 138    |
| 2       | Maksim Czudow      | 115    |
| 3.      | Jörn Wollschläger  | 100    |
| 4.      | Carsten Heymann    | 98     |
| 5       | Pawieł Rostowcew   | 96     |
| 6       | Andriej Prokunin   | 91     |
| 7       | Hans Peter Foidl   | 87     |
| 8       | Władimir Grigoriew | 82     |
| 9       | Julien Ughetto     | 80     |
| 10      | Dmitrij Jaroszenko | 73     |

## Kobiety

### Wyniki
| 1. Puchar Europy w Geilo, 23.11.2004 – 24.11.2004 | 1. Puchar Europy w Geilo, 23.11.2004 – 24.11.2004 | 1. Puchar Europy w Geilo, 23.11.2004 – 24.11.2004 | 1. Puchar Europy w Geilo, 23.11.2004 – 24.11.2004 | 1. Puchar Europy w Geilo, 23.11.2004 – 24.11.2004 |
| Data                                              | Konkurencja                                       | miejsce                                           | miejsce                                           | miejsce                                           |
| ------------------------------------------------- | ------------------------------------------------- | ------------------------------------------------- | ------------------------------------------------- | ------------------------------------------------- |
| 23 listopada 2004                                 | Bieg indywidualny (15 km)                         | Albina Achatowa                                   | Irina Malgina                                     | Natalja Sorokina                                  |
| 24 listopada 2004                                 | Sprint (7,5 km)                                   | Olga Zajcewa                                      | Anna Bogalij-Titowiec                             | Swietłana Czernousowa                             |

| 2. Puchar Europy w Geilo, 27.11.2004 – 28.11.2004 | 2. Puchar Europy w Geilo, 27.11.2004 – 28.11.2004 | 2. Puchar Europy w Geilo, 27.11.2004 – 28.11.2004 | 2. Puchar Europy w Geilo, 27.11.2004 – 28.11.2004 | 2. Puchar Europy w Geilo, 27.11.2004 – 28.11.2004 |
| Data                                              | Konkurencja                                       | miejsce                                           | miejsce                                           | miejsce                                           |
| ------------------------------------------------- | ------------------------------------------------- | ------------------------------------------------- | ------------------------------------------------- | ------------------------------------------------- |
| 27 listopada 2004                                 | Sprint (7,5 km)                                   | Swietłana Czernousowa                             | Olga Zajcewa                                      | Liv Grete Poirée                                  |
| 28 listopada 2004                                 | Bieg pościgowy (10 km)                            | Julia Makarowa                                    | Irina Malgina                                     | Liu Xianying                                      |

| 3. Puchar Europy w Obertilliach, 11.12.2004 – 12.12.2004 | 3. Puchar Europy w Obertilliach, 11.12.2004 – 12.12.2004 | 3. Puchar Europy w Obertilliach, 11.12.2004 – 12.12.2004 | 3. Puchar Europy w Obertilliach, 11.12.2004 – 12.12.2004 | 3. Puchar Europy w Obertilliach, 11.12.2004 – 12.12.2004 |
| Data                                                     | Konkurencja                                              | miejsce                                                  | miejsce                                                  | miejsce                                                  |
| -------------------------------------------------------- | -------------------------------------------------------- | -------------------------------------------------------- | -------------------------------------------------------- | -------------------------------------------------------- |
| 11 grudnia 2004                                          | Bieg indywidualny (15 km)                                | Jenny Adler                                              | Jekatierina Jurjewa                                      | Anna Sorokina                                            |
| 12 grudnia 2004                                          | Sprint (7,5 km)                                          | Jenny Adler                                              | Julia Makarowa                                           | Jekatierina Jurjewa                                      |

| 4. Puchar Europy w Obertilliach, 16.12.2004 – 17.12.2004 | 4. Puchar Europy w Obertilliach, 16.12.2004 – 17.12.2004 | 4. Puchar Europy w Obertilliach, 16.12.2004 – 17.12.2004 | 4. Puchar Europy w Obertilliach, 16.12.2004 – 17.12.2004 | 4. Puchar Europy w Obertilliach, 16.12.2004 – 17.12.2004 |
| Data                                                     | Konkurencja                                              | miejsce                                                  | miejsce                                                  | miejsce                                                  |
| -------------------------------------------------------- | -------------------------------------------------------- | -------------------------------------------------------- | -------------------------------------------------------- | -------------------------------------------------------- |
| 16 grudnia 2004                                          | Sprint (7,5 km)                                          | Julia Makarowa                                           | Jenny Adler                                              | Iana Romanowa                                            |
| 17 grudnia 2004                                          | Bieg pościgowy (10 km)                                   | Irina Malgina                                            | Julia Makarowa                                           | Jenny Adler                                              |

| 5. Puchar Europy w Garmisch-Partenkirchen, 8.01.2005 – 9.01.2005 | 5. Puchar Europy w Garmisch-Partenkirchen, 8.01.2005 – 9.01.2005 | 5. Puchar Europy w Garmisch-Partenkirchen, 8.01.2005 – 9.01.2005 | 5. Puchar Europy w Garmisch-Partenkirchen, 8.01.2005 – 9.01.2005 | 5. Puchar Europy w Garmisch-Partenkirchen, 8.01.2005 – 9.01.2005 |
| Data                                                             | Konkurencja                                                      | miejsce                                                          | miejsce                                                          | miejsce                                                          |
| ---------------------------------------------------------------- | ---------------------------------------------------------------- | ---------------------------------------------------------------- | ---------------------------------------------------------------- | ---------------------------------------------------------------- |
| 8 stycznia 2005                                                  | Bieg indywidualny (15 km)                                        | Irina Malgina                                                    | Julia Makarowa                                                   | Jenny Adler                                                      |
| 9 stycznia 2005                                                  | Sprint (7,5 km)                                                  | Swietłana Czernousowa                                            | Julia Makarowa                                                   | Olga Anisimowa                                                   |

| 6. Puchar Europy w Ridnaun/Val Ridanna, 12.01.2005 – 15.01.2005 | 6. Puchar Europy w Ridnaun/Val Ridanna, 12.01.2005 – 15.01.2005 | 6. Puchar Europy w Ridnaun/Val Ridanna, 12.01.2005 – 15.01.2005       | 6. Puchar Europy w Ridnaun/Val Ridanna, 12.01.2005 – 15.01.2005                  | 6. Puchar Europy w Ridnaun/Val Ridanna, 12.01.2005 – 15.01.2005           |
| Data                                                            | Konkurencja                                                     | miejsce                                                               | miejsce                                                                          | miejsce                                                                   |
| --------------------------------------------------------------- | --------------------------------------------------------------- | --------------------------------------------------------------------- | -------------------------------------------------------------------------------- | ------------------------------------------------------------------------- |
| 13 stycznia 2005                                                | Sprint (7,5 km)                                                 | Simone Hauswald                                                       | Julia Makarowa                                                                   | Irina Malgina                                                             |
| 14 stycznia 2005                                                | Bieg pościgowy (10 km)                                          | Simone Hauswald                                                       | Irina Malgina                                                                    | Olga Anisimowa                                                            |
| 15 stycznia 2005                                                | Sztafeta (4 * 6 km)                                             | Niemcy Ute Niziak · Barbara Ertl · Sabrina Buchholz · Simone Hauswald | Niemcy/ Rosja Kathrin Hitzer · Helene Charles · Maria Kossinowa · Ljubow Petrowa | Szwecja Anna Maria Nilsson · Johanna Holma · Sara Enqvist · Helena Ekholm |

| 7. Puchar Europy w Langdorf, 4.03.2005 – 6.03.2005 | 7. Puchar Europy w Langdorf, 4.03.2005 – 6.03.2005 | 7. Puchar Europy w Langdorf, 4.03.2005 – 6.03.2005 | 7. Puchar Europy w Langdorf, 4.03.2005 – 6.03.2005 | 7. Puchar Europy w Langdorf, 4.03.2005 – 6.03.2005 |
| Data                                               | Konkurencja                                        | miejsce                                            | miejsce                                            | miejsce                                            |
| -------------------------------------------------- | -------------------------------------------------- | -------------------------------------------------- | -------------------------------------------------- | -------------------------------------------------- |
| 5 marca 2005                                       | Sprint (7,5 km)                                    | Christelle Gros                                    | Olga Anisimowa                                     | Katja Beer                                         |
| 6 marca 2005                                       | Bieg pościgowy (10 km)                             | Katja Beer                                         | Olga Anisimowa                                     | Irina Malgina                                      |

| 8. Puchar Europy w Gurnigel, 9.03.2005 – 12.03.2005 | 8. Puchar Europy w Gurnigel, 9.03.2005 – 12.03.2005 | 8. Puchar Europy w Gurnigel, 9.03.2005 – 12.03.2005 | 8. Puchar Europy w Gurnigel, 9.03.2005 – 12.03.2005 | 8. Puchar Europy w Gurnigel, 9.03.2005 – 12.03.2005 |
| Data                                                | Konkurencja                                         | miejsce                                             | miejsce                                             | miejsce                                             |
| --------------------------------------------------- | --------------------------------------------------- | --------------------------------------------------- | --------------------------------------------------- | --------------------------------------------------- |
| 10 marca 2005                                       | Sprint (7,5 km)                                     | Irina Malgina                                       | Christelle Gros                                     | Niina Jyrkiäinen                                    |
| 11 marca 2005                                       | Bieg pościgowy (10 km)                              | Irina Malgina                                       | Christelle Gros                                     | Niina Jyrkiäinen                                    |
| 12 marca 2005                                       | Super sprint (2,4 km)                               | odwołany                                            | odwołany                                            | odwołany                                            |
| 12 marca 2005                                       | Super sprint (4 km)                                 | Tracy Barnes                                        | Erin Graham                                         | Sarah Kamilewicz Riley                              |

### Klasyfikacje
| Miejsce | Imię                  | Punkty |
| ------- | --------------------- | ------ |
| 1       | Irina Malgina         | 722    |
| 2       | Olga Anisimowa        | 465    |
| 3.      | Julia Makarowa        | 446    |
| 4.      | Sabrina Buchholz      | 404    |
| 5       | Jenny Adler           | 340    |
| 6       | Barbara Ertl          | 305    |
| 7       | Swietłana Czernousowa | 299    |
| 8       | Iana Romanowa         | 252    |
| 9       | Ute Niziak            | 249    |
| 10      | Anna Bogalij-Titowiec | 194    |

| Miejsce | Imię                  | Punkty |
| ------- | --------------------- | ------ |
| 11      | Christelle Gros       | 182    |
| 12      | Swietłana Iszmuratowa | 176    |
| 13      | Ina Menzel            | 176    |
| 14      | Natalja Burdyga       | 175    |
| 15      | Jekatierina Jurjewa   | 168    |
| 16      | Uljana Dienisowa      | 168    |
| 17      | Julie Carraz-Collin   | 167    |
| 18      | Sara Granroth         | 161    |
| 19      | Jori Mørkve           | 148    |
| 20      | Katja Beer            | 140    |

| Miejsce | Imię                  | Punkty |
| ------- | --------------------- | ------ |
| 1       | Irina Malgina         | 133    |
| 2       | Jenny Adler           | 121    |
| 3.      | Sabrina Buchholz      | 106    |
| 4.      | Julia Makarowa        | 92     |
| 5       | Tatjana Moisiejewa    | 70     |
| 6       | Swietłana Czernousowa | 69     |
| 7       | Ute Niziak            | 65     |
| 8       | Jekatierina Jurjewa   | 62     |
| 9       | Olga Anisimowa        | 61     |
| 10      | Anna Bogalij-Titowiec | 54     |

| Miejsce | Imię                  | Punkty |
| ------- | --------------------- | ------ |
| 1       | Irina Malgina         | 308    |
| 2       | Julia Makarowa        | 258    |
| 3.      | Olga Anisimowa        | 244    |
| 4.      | Swietłana Czernousowa | 193    |
| 5       | Jenny Adler           | 157    |
| 6       | Sabrina Buchholz      | 155    |
| 7       | Barbara Ertl          | 144    |
| 8       | Iana Romanowa         | 129    |
| 9       | Ute Niziak            | 118    |
| 10      | Uljana Dienisowa      | 105    |

| Miejsce | Imię             | Punkty |
| ------- | ---------------- | ------ |
| 1       | Irina Malgina    | 192    |
| 2       | Sabrina Buchholz | 143    |
| 3.      | Olga Anisimowa   | 114    |
| 4.      | Julia Makarowa   | 96     |
| 5       | Iana Romanowa    | 74     |
| 6       | Barbara Ertl     | 72     |
| 7       | Ute Niziak       | 66     |
| 8       | Natalja Burdyga  | 60     |
| 9       | Jenny Adler      | 55     |
| 10      | Ina Menzel       | 54     |